# Magallanes (film)
Magallanes è un film del 2015 diretto da Salvador del Solar.